# The Dark Knight (série de films)
 Pour plus de détails, voir Fiche technique et Distribution
The Dark Knight est une trilogie cinématographique américano-britannique s'appuyant sur le personnage Batman de DC Comics produite par Warner Bros. et composée des films suivants : Batman Begins (2005), The Dark Knight (2008) et The Dark Knight Rises (2012).
La trilogie est écrite et réalisée par Christopher Nolan, avec l'aide au scénario de son frère Jonathan Nolan et David S. Goyer. Les trois films rencontrent un succès critique ainsi qu'un grand succès commercial, notamment pour les deux derniers. Le box-office mondial des trois films combinés est de 2 464 200 000 dollars américains.

## Films
La trilogie se compose de : 
1. Batman Begins, sorti en 2005 ;

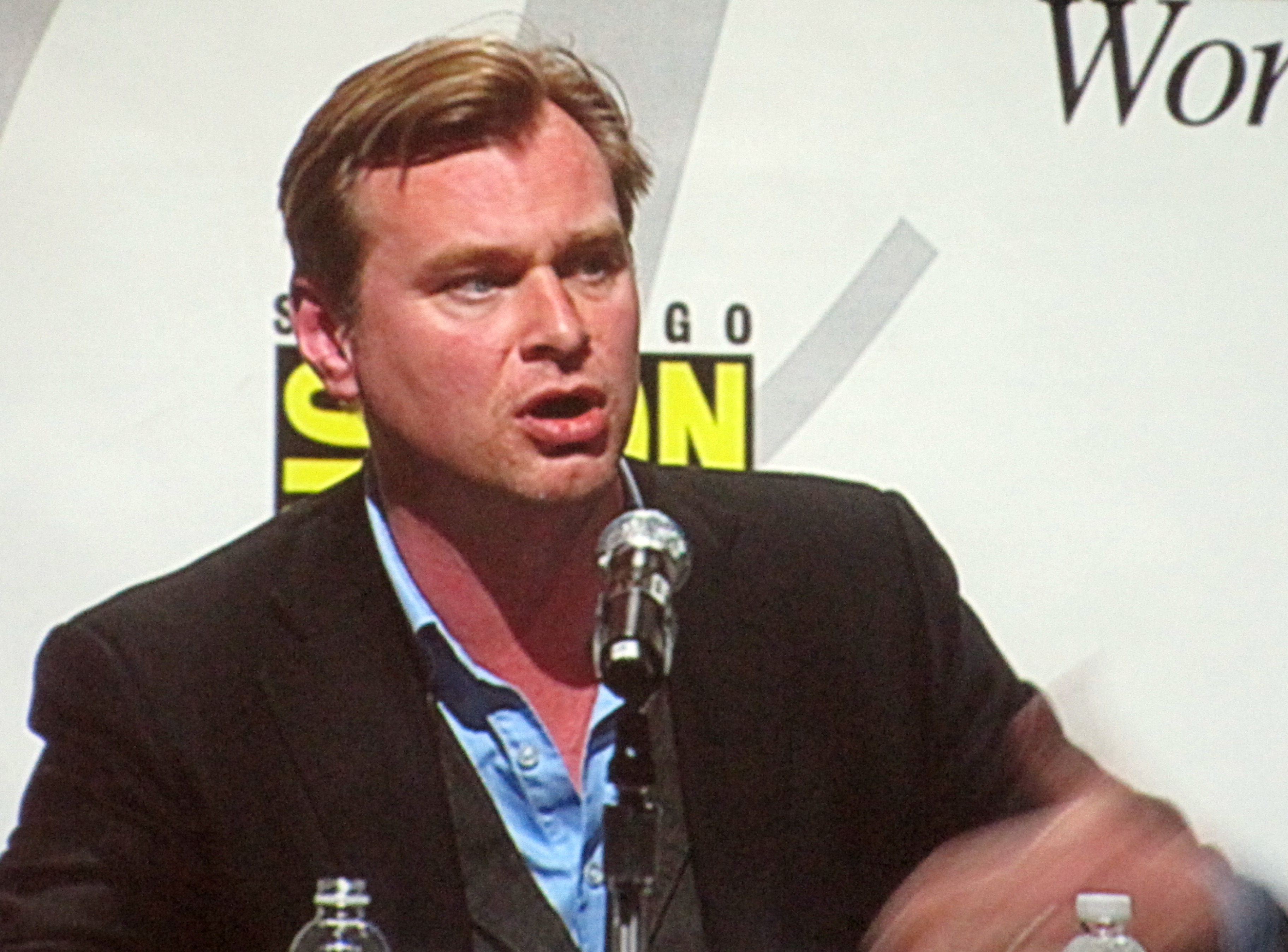
Christopher Nolan, réalisateur et scénariste des trois films.

2. The Dark Knight : Le Chevalier noir, sorti en 2008 ;
3. The Dark Knight Rises, sorti en 2012.

## Synopsis

### Batman Begins
Bruce Wayne, seul héritier d'une riche famille, rentre à Gotham après une errance de plusieurs années de par le monde. Celui-ci a vu ses parents assassinés devant lui à 9 ans et est depuis tiraillé entre la vengeance et le besoin de justice. Il va utiliser le symbole de la chauve-souris pour retourner sa peur contre ses ennemis et combattre le crime. Dans sa croisade contre le crime il pourra compter sur de fidèles alliés comme son majordome Alfred, l'inspecteur Jim Gordon ou son amie d'enfance Rachel Dawes. Des alliés qui ne seront pas de trop face à des ennemis comme le parrain de la pègre Carmine Falcone, le Dr. Crane ou encore Ra's al Ghul, son ancien mentor.

### The Dark Knight: Le Chevalier noir
Après avoir triomphé de Ra's Al Ghul, Batman entre dans une phase décisive de son combat contre le crime. Avec l'aide du lieutenant de police Jim Gordon et du procureur Harvey Dent, le chevalier noir entreprend de démanteler les dernières organisations criminelles qui infestent les rues de Gotham. Le combat de Bruce semble porter ses fruits mais il se heurte au génie du crime qui répand la terreur et le chaos dans Gotham : Le Joker.

### The Dark Knight Rises
Il y a huit ans Batman a disparu dans la nuit. Il est rabaissé au rang de criminel et Dent élevé au rang de héros et porté en martyr. Il a permis de faire passer plusieurs lois efficaces qui ont éradiqué le crime des rues de Gotham pendant un certain temps. Mais l'arrivée d'un chat aussi rusé que voleur et du terroriste masqué Bane va tout chambouler et tirer Bruce de sa cachette pour un ultime combat.

## Production
Après l'échec critique et commercial de Batman et Robin en 1997, Warner souhaite relancer la saga sur de nouvelles bases. Warner engage donc Christopher Nolan pour rédiger les scénarios des trois films et les réaliser. Dès le début Nolan prévoit les grandes lignes des trois films, néanmoins le scénario de la trilogie évoluera au fil des films et des années. Nolan a vu la trilogie avec une approche plus sombre et réaliste que les films précédents.

## Fiche technique
| Équipe du tournage      | Films                       | Films                                      | Films                        |
| Équipe du tournage      | Batman Begins (2005)        | The Dark Knight : Le Chevalier noir (2008) | The Dark Knight Rises (2012) |
| ----------------------- | --------------------------- | ------------------------------------------ | ---------------------------- |
| Réalisateur             | Christopher Nolan           | Christopher Nolan                          | Christopher Nolan            |
| Producteurs             | Benjamin Melniker           | Benjamin Melniker                          | Benjamin Melniker            |
| Producteurs             | Michael Ulsan               |                                            |                              |
| Producteurs             | Charles Roven               |                                            |                              |
| Producteurs             | Emma Thomas                 |                                            |                              |
| Producteurs             | Larry J. Franco             | Christopher Nolan                          | Christopher Nolan            |
| Scénaristes             | Christopher Nolan           | Christopher Nolan                          | Christopher Nolan            |
| Scénaristes             | David S. Goyer              |                                            |                              |
| Scénaristes             | Jonathan Nolan              |                                            |                              |
| Compositeurs            | Hans Zimmer                 | Hans Zimmer                                | Hans Zimmer                  |
| Compositeurs            | James Newton Howard         |                                            |                              |
| Photographie            | Wally Pfister               | Wally Pfister                              | Wally Pfister                |
| Monteur                 | Lee Smith                   | Lee Smith                                  | Lee Smith                    |
| Société de distribution | Warner Bros.                | Warner Bros.                               | Warner Bros.                 |
| Pays                    | États-Unis                  | États-Unis                                 | États-Unis                   |
| Durée                   | 139 minutes (soit 2 h 19)   | 152 minutes (soit 2 h 32)                  | 165 minutes (soit 2 h 45)    |
| Genre cinématographique | thriller, action, aventures | thriller, action, aventures                | thriller, action, aventures  |

## Distribution
| Personnages                    | Films                                                          | Films                                                             | Films                                                                        |
| Personnages                    | Batman Begins (2005)                                           | The Dark Knight : Le Chevalier noir (2008)                        | The Dark Knight Rises (2012)                                                 |
| ------------------------------ | -------------------------------------------------------------- | ----------------------------------------------------------------- | ---------------------------------------------------------------------------- |
| Bruce Wayne / Batman           | Christian Bale (VF : Philippe Valmont ; VQ : Antoine Durand)   | Christian Bale (VF : Philippe Valmont ; VQ : Antoine Durand)      | Christian Bale (VF : Philippe Valmont ; VQ : Antoine Durand)                 |
| Alfred Pennyworth              | Michael Caine (VF : Frédéric Cerdal ; VQ : Vincent Davy)       | Michael Caine (VF : Frédéric Cerdal ; VQ : Vincent Davy)          | Michael Caine (VF : Frédéric Cerdal ; VQ : Vincent Davy)                     |
| James Gordon                   | Gary Oldman (VF : Vincent Violette ; VQ : Marc Bellier)        | Gary Oldman (VF : Vincent Violette ; VQ : Marc Bellier)           | Gary Oldman (VF : Vincent Violette ; VQ : Marc Bellier)                      |
| Lucius Fox                     | Morgan Freeman (VF : Benoît Allemane ; VQ : Guy Nadon)         | Morgan Freeman (VF : Benoît Allemane ; VQ : Guy Nadon)            | Morgan Freeman (VF : Benoît Allemane ; VQ : Guy Nadon)                       |
| Jonathan Crane / L'Épouvantail | Cillian Murphy (VF : Mathias Kozlowski)                        | Cillian Murphy (VF : Mathias Kozlowski)                           | Cillian Murphy (VF : Mathias Kozlowski)                                      |
| Gillian B. Loeb                | Colin McFarlane                                                | Colin McFarlane                                                   |                                                                              |
| Rachel Dawes                   | Katie Holmes (VF : Alexandra Garijo ; VQ : Aline Pinsonneault) | Maggie Gyllenhaal (VF : Nathalie Bienaimé ; VQ : Évelyne Gélinas) | Maggie Gyllenhaal (caméo photographique)                                     |
| Anthony Garcia                 |                                                                | Nestor Carbonell                                                  | Nestor Carbonell                                                             |
| Ra's al Ghul / Henry Ducard    | Liam Neeson (VF : Claude Giraud ; VQ : Éric Gaudry)            |                                                                   | Liam Neeson (VF : Samuel Labarthe)                                           |
| George Fredericks              | John Nolan (VF : Marc Cassot ; VQ : Sylvain Hétu)              |                                                                   | John Nolan (VF : Jean-Bernard Guillard)                                      |
| Carmine Falcone                | Tom Wilkinson (VF : Philippe Catoire)                          |                                                                   |                                                                              |
| Le Joker                       |                                                                | Heath Ledger (VF : Stéphane Ronchewski ; VQ : Gilbert Lachance)   |                                                                              |
| Harvey Dent / Double-Face      |                                                                | Aaron Eckhart (VF : Constantin Pappas)                            | Aaron Eckhart (caméo photographique et images d'archives)                    |
| Selina Kyle / Catwoman         |                                                                |                                                                   | Anne Hathaway (VF : Caroline Victoria ; VQ : Geneviève Désilets)             |
| Antonio Diego / Bane           |                                                                |                                                                   | Tom Hardy (VF : Jérémie Covillault ; VQ : Paul Sarassin)                     |
| John Blake / Robin             |                                                                |                                                                   | Joseph Gordon-Levitt (VF : Alexis Victor ; VQ : Hugolin Chevrette-Landesque) |
| Miranda Tate / Talia al Ghul   |                                                                |                                                                   | Marion Cotillard (VF : elle-même)                                            |
| Jen                            |                                                                |                                                                   | Juno Temple (VF : Jessica Monceau)                                           |
| officier Peter Foley           |                                                                |                                                                   | Matthew Modine (VF : Emmanuel Jacomy)                                        |

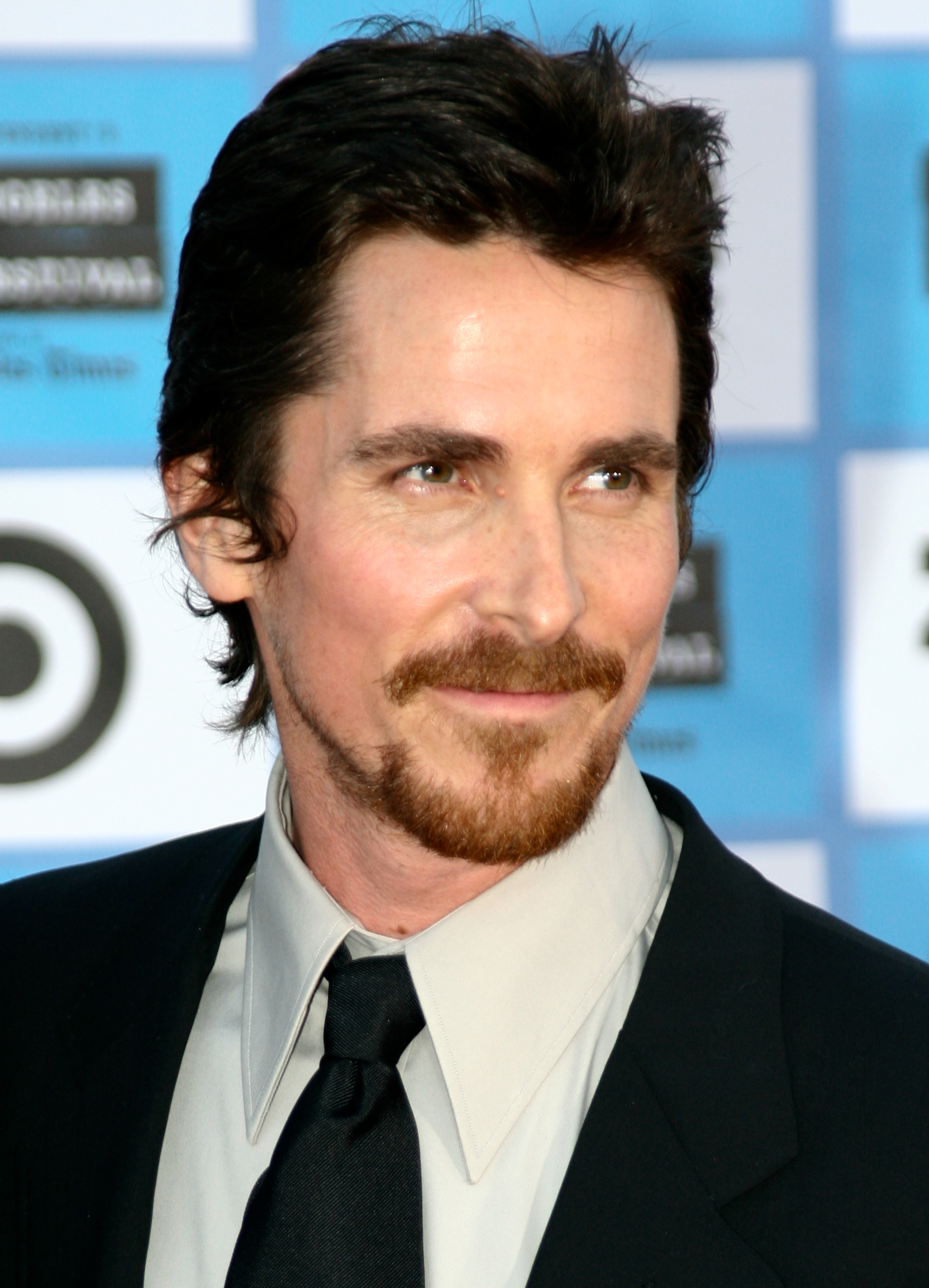
Christian Bale
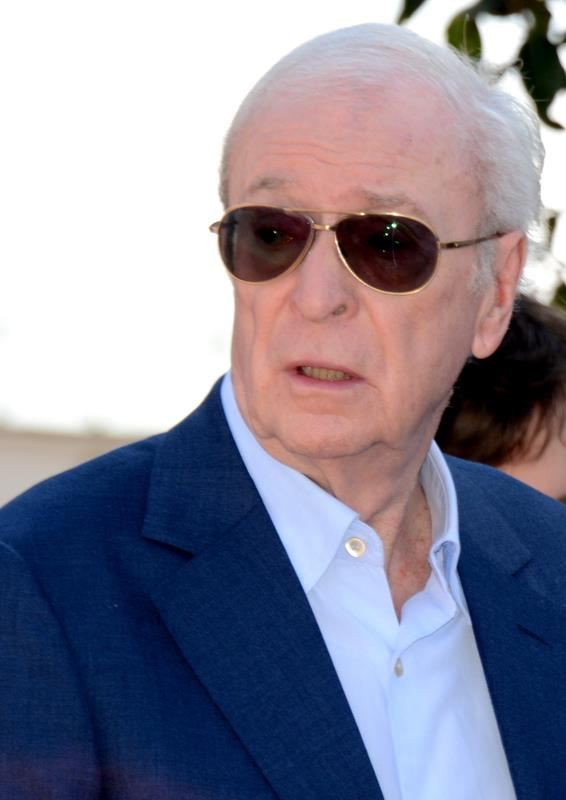
Michael Caine
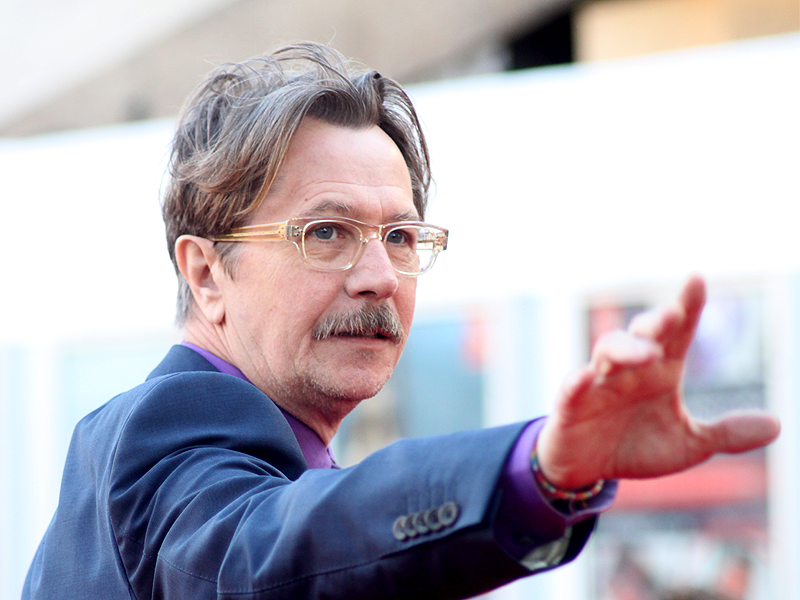
Gary Oldman
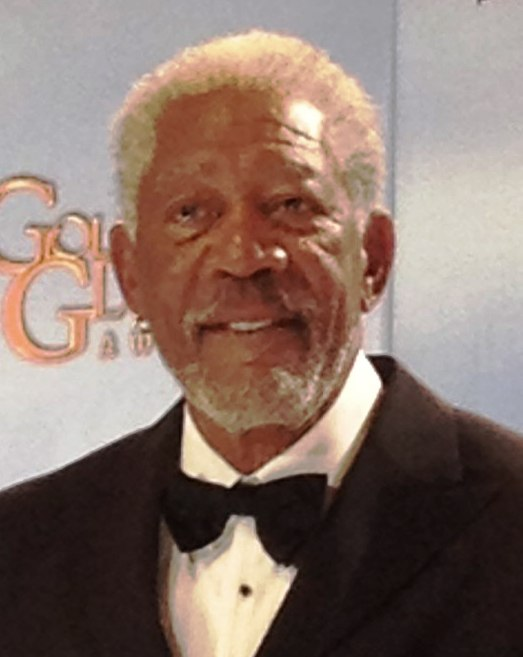
Morgan Freeman
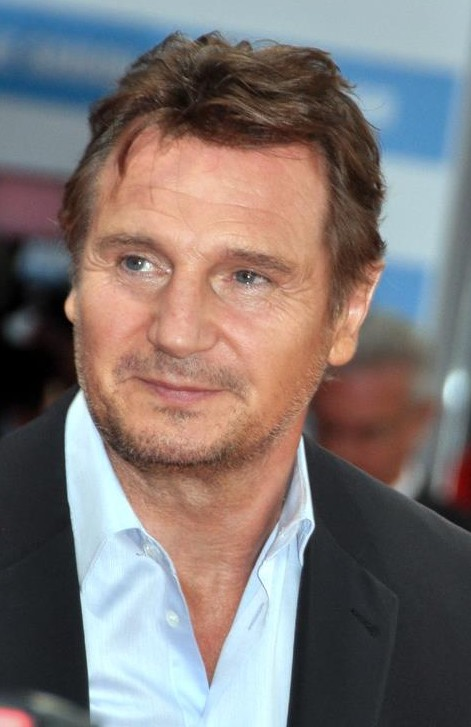
Liam Neeson
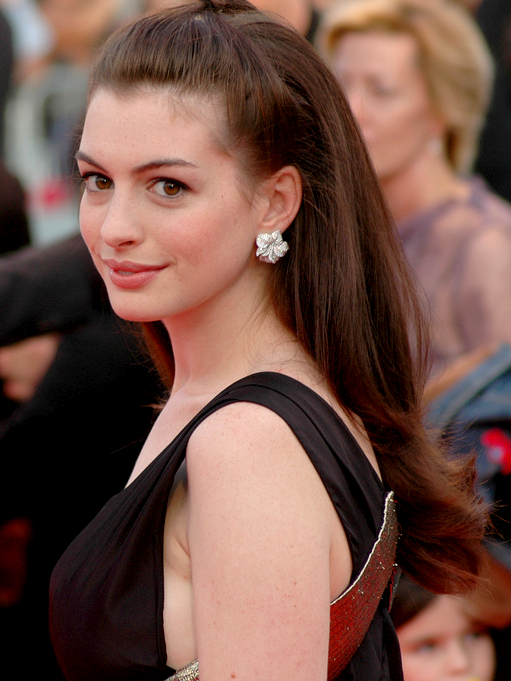
Anne Hathaway
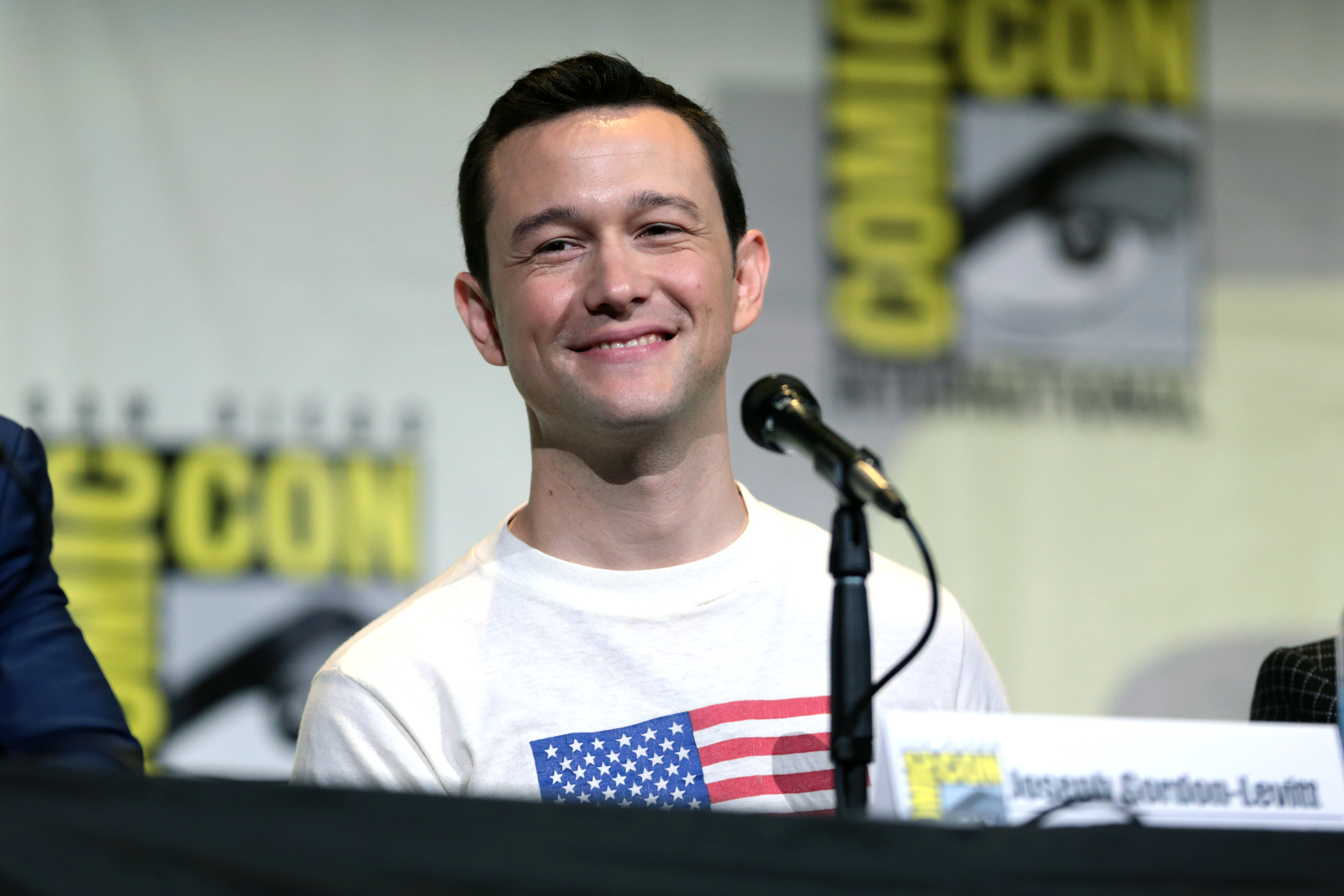
Joseph Gordon-Levitt

## Personnages
- Bruce Wayne / Batman : Héritier d'une riche famille de Gotham, Bruce Wayne a vu ses parents assassinés devant lui à l'âge de neuf ans. Il décide de se battre contre le crime et l'injustice à Gotham sous l'identité de Batman, le Chevalier Noir.
- Alfred Pennyworth : Le Majordome de Bruce Wayne. Il est son confident et est donc au courant de sa double identité et l'aide de son mieux dans son combat. Il agit également comme un père de substitution pour Bruce.
- Jim Gordon : Membre du département de la police de Gotham. Il est un des rares policiers à ne pas être corrompu et est donc un précieux allié pour le chevalier noir. Il passera au fil de la trilogie du rang d'inspecteur à Lieutenant, puis de lieutenant à commissaire.
- Rachel Dawes : Amie d'enfance dont Bruce est amoureux depuis toujours, elle connait son plus grand secret. Elle se détournera finalement de lui pour sortir avec le procureur Harvey Dent.
- Harvey Dent / Double-Face : Procureur général de Gotham. Il lance une campagne efficace contre le crime organisé à Gotham et tombe amoureux de Rachel Dawes qu'il demandera en mariage.
- Lucius Fox : Il travaille chez Wayne Enterprises dont il dirige la section science appliquée avant de devenir le directeur de l'entreprise. Il connait le secret de Bruce Wayne et lui fabrique tout ses gadgets.
- Ra's al Ghul / Henry Ducard : Dirigeant d'une secte appelée La Ligue des Ombres visant à éradiquer les criminels du monde. Ses méthodes sont assez extrêmes pouvant entrainer la destruction d'une ville entière.
- Dr Jonathan Crane / l'Épouvantail : Un des psychiatres d'Arkham. Il est fasciné par les toxines hallucinogènes et les teste sur ses patients. Il travaille pour la pègre de Gotham, et est le créateur de la toxine de la peur, toxine visant à l'asperger sur ces victimes, afin de créer leurs plus grandes peurs. Il est fasciné par la peur.
- Le Joker : Il est un clown psychopathe fou dont le seul but est de créer le plus de chaos à Gotham et de s'amuser avec Batman qu'il considère comme son reflet.
- Selina Kyle / Catwoman : Voleuse talentueuse et intrépide déguisée en Femme-Chat. Elle cherche néanmoins à se faire oublier après de trop nombreux méfaits. Elle va croiser la route du Chevalier Noir, et devenir son interêt romantique.
- Eduardo Dorrance / Bane : Criminel de guerre doté d'une force physique titanesque. Il protégea Talia al Ghul dans la prison dans laquelle ils étaient tous les deux enfermés et pour Bane battu presque à mort par les prisonniers. Il porte depuis ce jour un masque qui l'aide à respirer. Il est ensuite recueilli par Ra's Al Ghul et La Ligue des Ombres mais est finalement excommunié.
- Carmine Falcone : Un des dirigeants de la pègre et mafia de Gotham.

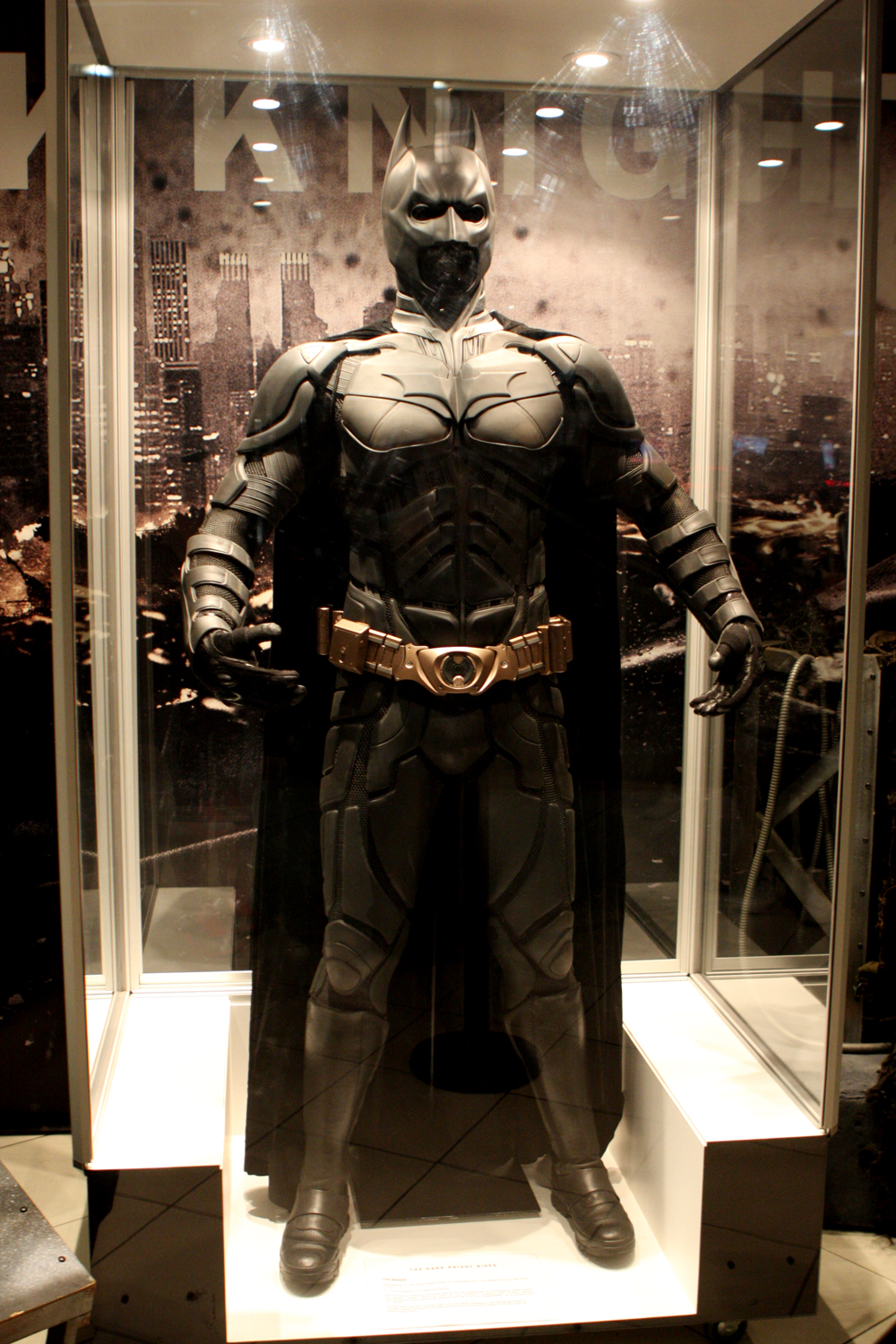
Costume de Batman.
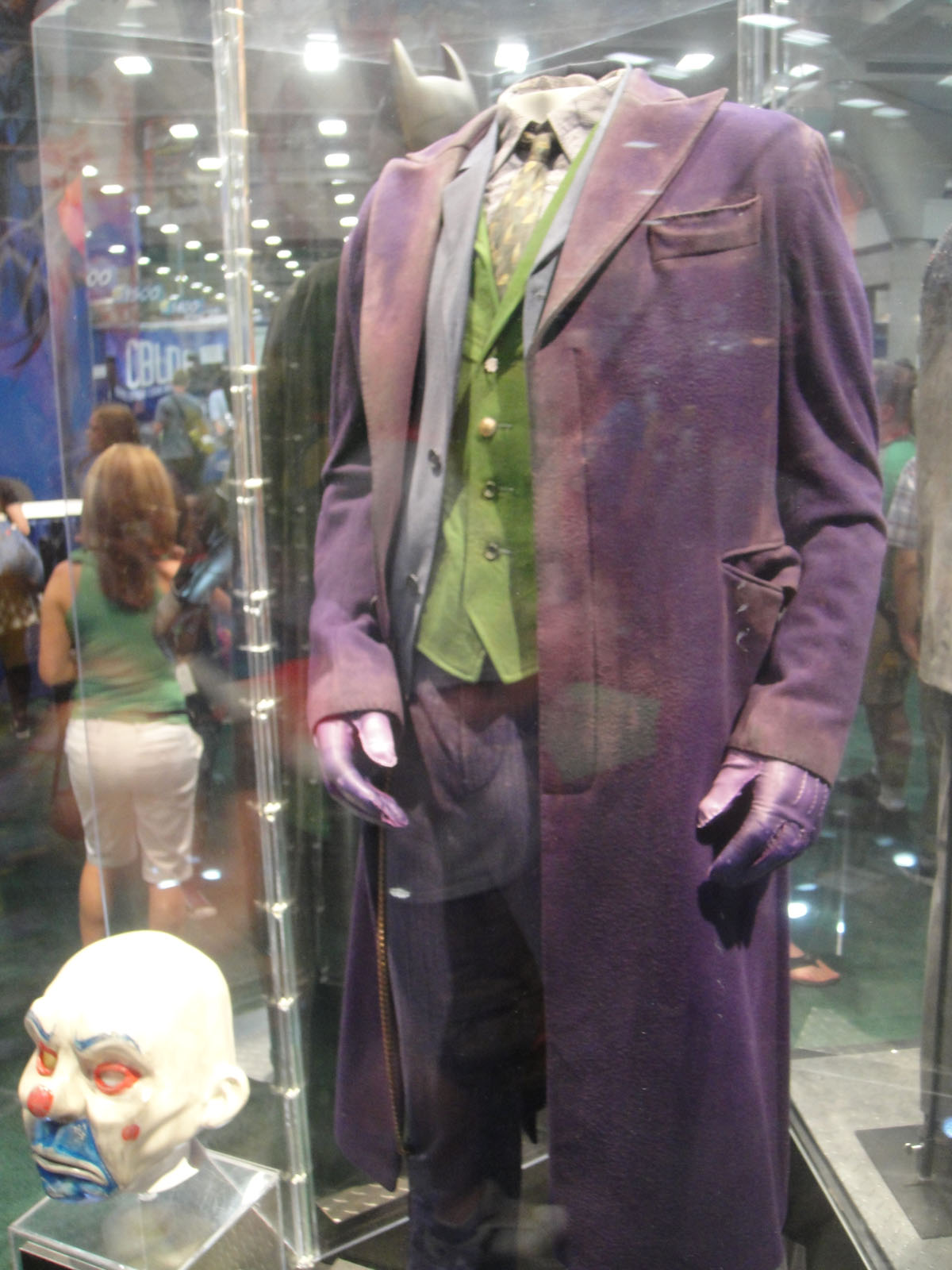
Costume du Joker.
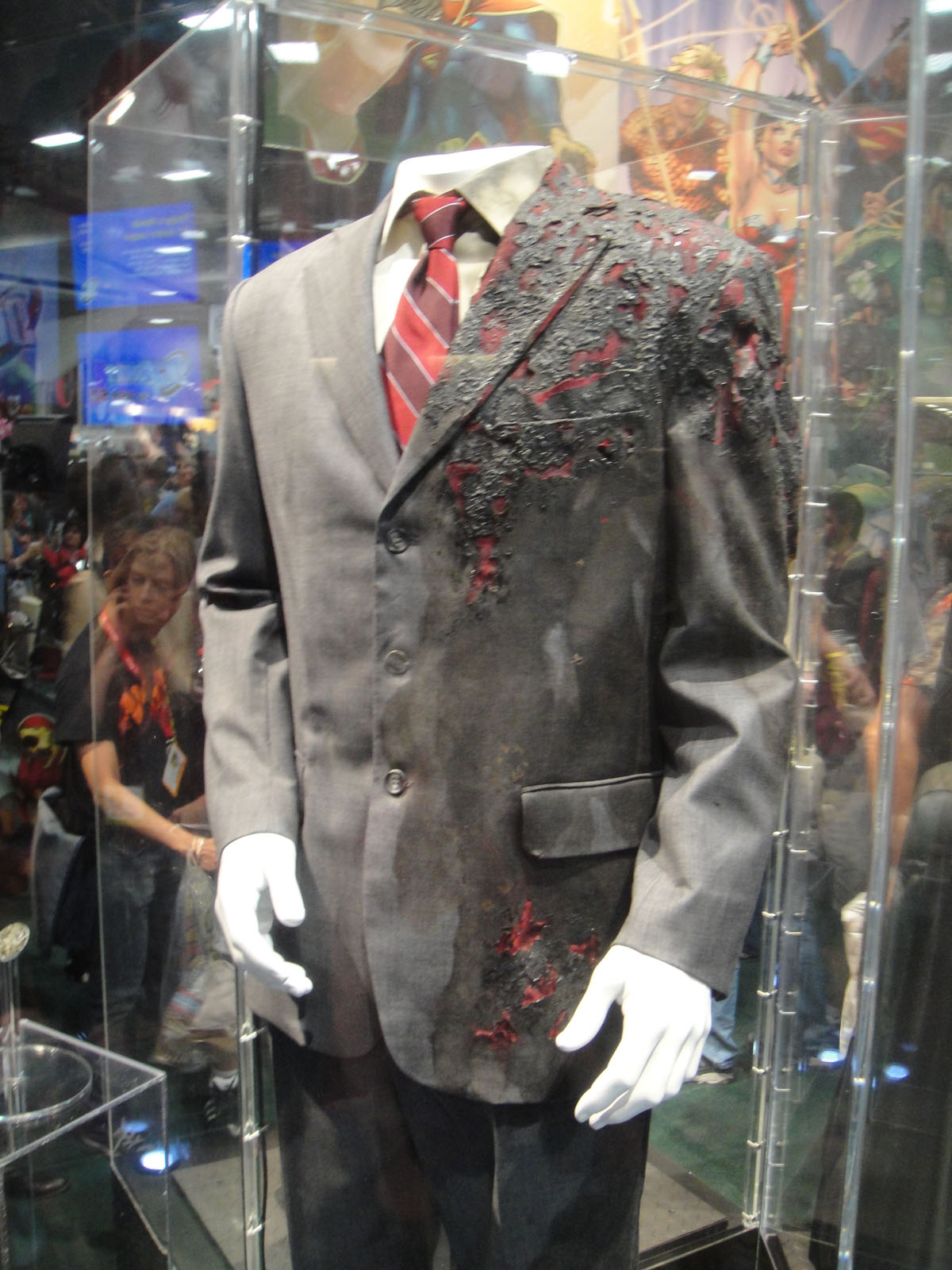
Costume de Double-Face.
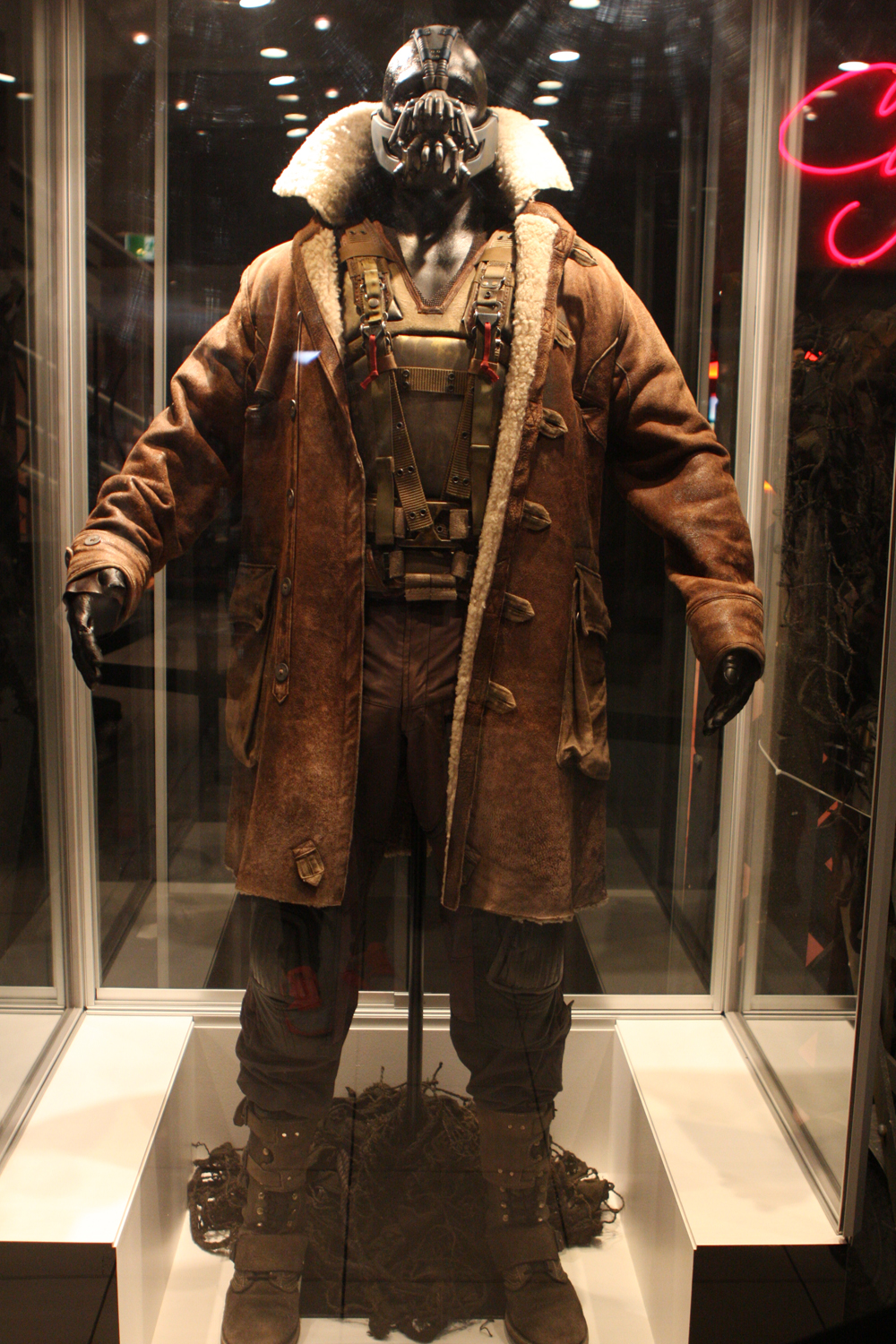
Costume de Bane.

## Accueil

### Critique
Tous les films ont reçus des accueils et critiques positives.

### Box-office
| Films                                      | Budget        | Recettes États-Unis / Canada | Recettes Mondial | Entrées France | Références |
| ------------------------------------------ | ------------- | ---------------------------- | ---------------- | -------------- | ---------- |
| Batman Begins (2005)                       | 150 000 000 $ | 206 852 432 $                | 373 661 341 $    | 1 506 332      | ,          |
| The Dark Knight : Le Chevalier noir (2008) | 185 000 000 $ | 533 345 358 $                | 1 003 045 358 $  | 3 036 568      | ,          |
| The Dark Knight Rises (2012)               | 230 000 000 $ | 448 139 099 $                | 1 081 041 287 $  | 4 413 773      | ,          |
| Totaux                                     | 565 000 000 $ | 1 186 798 934 $              | 2 458 685 410 $  | 8 956 673      | [ 8 ]      |